# HD 160346
HD 160346 is een tweevoudige ster met een spectraalklasse van K2-3.V en M.V. De ster bevindt zich 35,88 lichtjaar van de zon.